# Konrad Wysocki
Pour les articles homonymes, voir Wysocki.
Konrad Wysocki, né le 28 mars 1982 à Rzeszów, en Pologne, est un joueur allemand de basket-ball, évoluant au poste d'ailier.